# علم النفس الوظائفي
يشير علم النفس الوظائفي أو الوظائفية إلى المدرسة الفكرية النفسية التي كانت ثمرة مباشرة للتفكير الداوريني المتمحور حول جدوى وغاية السلوك المُعدّل على مدى سنواتٍ من الوجود الإنساني. اشتهر إدوارد لي ثورندايك بتجاربه حول التعلم بالمحاولة والخطأ وعُرف كزعيم لهذه الحركة ذات التعريف الفضفاض. برزت هذه الحركة في الولايات المتّحدة في أواخر القرن التاسع عشر، إذ كانت على طرف النقيض من البنيوية النفسية الخاصة بإدوارد تيتشنر التي ركّزت على محتويات الوعي بدلاً من الدوافع والمثل العليا للسلوك البشري. تنفي الوظائفية مبدأ الاستيطان (التفكّر الذاتي) الذي يفضي إلى التحقيق في خفايا التفكير الإنساني بدلاً من فهم العمليات البيولوجية للوعي الإنساني.
استقلّت الوظائفية في مدرسة رسمية خاصة بها في نهاية المطاف، لكنّها استندت إلى اهتمامات البنيوية بتشريح العقل وأسفرت عن اهتمام أكبر بوظائف العقل والنهج النفسي للسلوكية.

## التاريخ
كانت الوظائفية فلسفة معارضة للبنيوية السائدة في علم النفس خلال أواخر القرن التاسع عشر. أعطى البنيوي البارز إدوارد تيتشنر علم النفس تعريفه الأول كعلم لدراسة التجربة العقلية والوعي من خلال الاستبطان المُدرّب.
في بداية القرن التاسع عشر، تباينت آراء علماء النفس بين المهتمّين بتحليل التراكيب الدماغية والذين التفتوا إلى دراسة وظيفة العمليات العقلية. أسفر ذلك عن معركة بين البنيوية والوظائفية.
هدفت البنيوية بشكل رئيسي إلى محاولة دراسة وعي الإنسان ضمن إطار التجربة الحية الفعلية، ما جعل من دراسة العقل البشري أمراً مستحيلاً نظراً لتعارض البنيوية مع ذلك. اهتم علم النفس البنيوي بالمحتويات العقلية بينما اهتمت الوظائفية بالعمليات العقلية. يُقال إن علم النفس البنيوي قد انبثق عن الفلسفة وبقيا مرتبطين ارتباطاً وثيقاً، بينما تُعتبر الوظائفية على صلة وثيقة بعلم الأحياء.
يُعتبر وليام جيمس مؤسس علم النفس الوظائفي. لم يعتبر جيمس نفسه وظائفياً، ولم يتّفق مع الطريقة التي قسّم بها العلم نفسه إلى مدارس. كان كلّ من جون ديوي وجورج هربرت ميد وهارفي أي. كار وخصوصاً جيمس رولاند أنغيل المؤيّدين الرئيسيين للوظيفية في جامعة شيكاغو. انضمّ إليهم مجموعة وظائفية أخرى في جامعة كولومبيا، مثل جيمس ماكين كاتيل وإدوارد لي ثورندايك وروبرت إس. ودورث. اعتُبر إيغون برونسويك بمثابة نظير أكثر انتشاراً وحداثة. أبقى الوظائفيون تركيزهم على الخبرة الواعية.
رفض السلوكيون أيضاً منهجية الاستبطان لكنّهم انتقدوا الوظائفية لعدم استنادها إلى التجارب المقارنة وعدم تقديم نظرياتها لأيّ قدرة تنبؤية تذكر. كان إف. بي. سكينر أحد مطوّري السلوكية. لم يعتقد بأهمية النظر في كيفية تأثير العقل على السلوك، وذلك لأنه اعتبر السلوك مجرّد استجابة مكتسبة لحافز خارجي. ومع ذلك، تميل هذه المفاهيم السلوكية إلى إنكار القدرات البشرية على اتخاذ القرارات العشوائية وغير المتوقّعة والعاطفية ما يحبط المفهوم الوظائفي المتمثّل في كون السلوك الإنساني عملية نشطة بقيادة الفرد. يمكن لمزيج من المنظورين الوظائفي والسلوكي أن يزوّد العلماء بأكثر القيم تجريباً، إلا أنه من الصعب فلسفياً (وفيزيولوجياً) دمج هذين المفهومين دون إثارة تساؤلات أخرى حول السلوك البشري. على سبيل المثال، بالنظر إلى العلاقة بين العناصر الثلاثة؛ البيئة البشرية والجهاز العصبي الذاتي اللاإرادي البشري (استجابة الكر أو الفر العضلية) والجهاز العصبي الجسدي البشري (التحكم الإرادي بعضلاتنا). يشرح المنظور السلوكي مزيجاً من نوعي السلوك العضلي، بينما يكمن المفهوم الوظائفي غالباً في الجهاز العصبي الجسدي. يمكن القول إن جميع الأصول السلوكية تبدأ داخل الجهاز العصبي، ما يدفع جميع علماء السلوك البشري إلى إدراك الفيزيولوجيا الأساسية، وهو ما فهمه مؤسس الوظائفية وليام جيمس بشكل جيد.
تكمن المشكلات الأساسية في البنيوية في العناصر وخصائصها وأنماط تكوينها وسماتها البنيوية ودور الاهتمام. صرف العديد من علماء النفس اهتمامهم عن الحالات العقلية والتفتوا إلى العمليات العقلية نظراً لهذه المشاكل البنيوية. سبق هذا التغيير الفكري تغيير في المفهوم الكلّي لعلم النفس.
قادت أجزاء ثلاثة علم النفس الوظائفي إلى علم النفس المعاصر. أولاً، اعتُبر العقل وفقاً للأيديولوجية الداروينية ذا وظيفة بيولوجية متنوعة مستقلّة وقادرًا على التطوّر والتكيّف مع الظروف المختلفة. ثانياً، إسفار الأداء الفيزيولوجي للكائن عن تطور الوعي. أخيراً، وجود وعود بتأثير علم النفس الوظائفي على تحسين التعليم والصحة النفسية والحالات غير الطبيعية.

## شخصيات بارزة

### جيمس أنغيل
أيّد جيمس أنغيل النضال من أجل نشوء علم النفس الوظائفي. اعتقد أن العناصر العقلية المُحددة من قبل البنيويين مؤقّتة ومقتصرة على لحظة الإدراك الحسي.
طرح أنغيل خلال خطابه الرئاسي في جمعية علم النفس الأمريكية ثلاث أفكار رئيسية متعلّقة بالوظائفية. أكّد في فكرته الأولى على تركيز علم النفس الوظائفي على العمليات العقلية وعلاقتها بالبيولوجيا ودورها في التعامل مع الظروف البيئية. ثانياً، تساهم العمليات العقلية في بناء العلاقة بين احتياجات الكائن الحي والبيئة التي يعيش فيها. تساعد الوظائف العقلية في نجاة الكائن الحي في المواقف غير المألوفة. أخيراً، لا تلتزم الوظائفية بقواعد الازدواجية لأنها معنية بدراسة كيفية ارتباط الوظائف العقلية بالسلوك.

### ماري كالكينز
حاولت ماري كالكينز ترسيخ دعائم التوفيق بين علم النفس البنيوي وعلم النفس الوظائفي خلال خطابها الرئاسي في جمعية علم النفس الأمريكية. سعت كالكينز من خلال مدرستها في علم نفس الذات إلى إيجاد حيّز لتهيئة أرضية مشتركة لاتحاد الوظائفية والبنيوية.

### جون ديوي
انطلقت أربع حركات خلال السنوات الخمسة عشرة الأولى من القرن العشرين، كانت إحداها حركة متّجهة نحو علم النفس الوظائفي.
كان جون ديوي عالم نفس وفيلسوفًا أمريكي الجنسية، وأصبح المؤسس المنظّم لعلم النفس الوظائفي في مدرسة شيكاغو في عام 1894. كتب ورقة بحثية تنتقد المفهوم النفسي «قوس المنعكس» كأول مساهمة مهمة له في تطوير علم النفس الوظائفي.

### هيرمان إبنجهاوس
اعتُبرت دراسة هيرمان إبنجهاوس حول الذاكرة دراسة خالدة في علم النفس. تأثّر بعمل فيتشنير حول الإدراك وعناصر الفيزياء النفسية. استخدم نفسه كموضوع عند محاولته إثبات قابلية التحقق من التجارب العقلية العليا بشكل تجريبي. أشاد فونت بتجربته باعتبارها مساهمة هامة في علم النفس.

### وليام جيمس
جادل وليام جيمس فكرة تيتشنر القائلة إن العقل بسيط، وقال إنه يجب فهم العقل بواسطة مفهوم ديناميكي.
كانت نظريته في اللاوعي أهم إسهاماته في الوظائفية. رأى جيمس أن هناك ثلاث طرق واعية للنظر إلى العقل الباطن. أولاً، يتطابق العقل الباطن في طبيعته مع حالات الوعي. ثانياً، يختلف العقل الباطن عن العقل الواعي بأنه موضوعي. أخيراً، قال إن العقل الباطن هو حالة دماغية بسيطة لا تمتلك نظيراً عقلياً.
اعتُبر جيمس أكثر الروّاد نفوذاً وفقاً لكتاب «تاريخ مصوّر لعلم النفس الأمريكي». دفع جيمس بأهمية اعتبار علم النفس جزءاً من أجزاء علم الأحياء وبضرورة التركيز على التكيّف في عام 1890. ساهمت نظرياته الأساسية المتمحورة حول دور الوعي وآثار العواطف وأهمية الغرائز والعادات في تطوير علم النفس الوظائفي.

### جوزيف جاسترو
أعلن جوزيف جاسترو عن ترحيب علم النفس الوظيفي بمجالات علم النفس الأخرى التي سبق للبنيوية أن رفضتها في عام 1901. حظي علم النفس الوظائفي بموجة قبول بارزة في عام 1905، إذ لاقت الوظيفية قبولاً واسع النطاق مقارنةً بالنظرة البنيوية في علم النفس.

### إدوارد تيتشنر
قدّم إدوارد تيتشنر حججاً مفادها أسبقية علم النفس البنيوي مقارنةً بعلم النفس الوظائفي، وذلك بسبب الحاجة إلى عزل البنية العقلية وفهمها قبل التأكد من وظيفتها. سئم تيتشنر من علم النفس الوظائفي على الرغم من حماسه، إذ حثّ علماء النفس الآخرين على صرف النظر عن علم النفس الوظائفي وصبّ اهتمامهم على علم النفس التجريبي.